# Plany Modelarskie
Plany Modelarskie – dwumiesięcznik Ligi Obrony Kraju w postaci obwoluty z rysunkami kreślarskimi formatu A1, mającym pomóc modelarzom w samodzielnym opracowaniu autorskich wersji modeli redukcyjnych. Był wydawany w latach 1965-1989. Wydano 150 numerów czasopisma. Obecnie powstałą lukę częściowo zapełnia „Modelarz” wkładkami z planami o zbliżonym formacie arkusza dołączanymi do każdego numeru.